# 28132 Karenzobel
28132 Karenzobel este un asteroid din centura principală de asteroizi.

## Descriere
28132 Karenzobel este un asteroid din centura principală de asteroizi. A fost descoperit pe 26 septembrie 1998 la Socorro, New Mexico, în cadrul proiectului LINEAR. Asteroidul prezintă o orbită caracterizată de o semiaxă mare de 2,35 ua, o excentricitate de 0,04 și o înclinație de 6,9° în raport cu ecliptica.